# Lohamah Psichologit
Le Lohamah Psichologit ou L.A.P. est un département du Mossad chargé de maintenir une image positive de l'État d'Israël dans le monde.